# Брикстон
Бри́кстон (англ. Brixton) — район в южной части Лондона. Входит в состав административного района (боро) Ламбет и расположен в 6 км юго-восточнее Чаринг-Кроссa.
Обозначен как один из 35 основных центров (Major centres), включённых в План стратегии развития Лондона (англ. London Plan).
Характерная черта местного населения — наличие большого количества иммигрантов. Среди прочих выделяется крупная община выходцев из государств Карибского бассейна и стран Африки, которые составляют около четверти населения Брикстона.

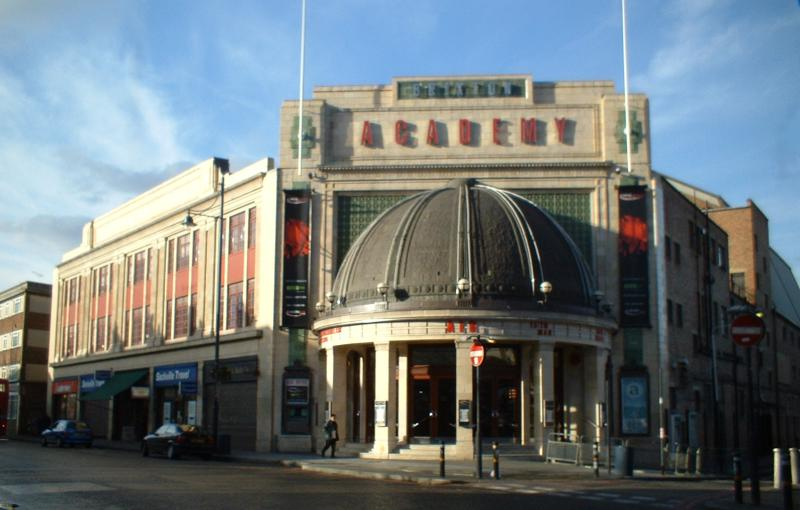
Brixton Academy

В архитектурном облике преобладает жилищная застройка; многочисленные объекты розничной торговли, в том числе популярный рынок, а также заведения культурно-развлекательной сферы.

## История

### Происхождение названия
Название впервые упоминается в 1062 году как др.-англ. Brictsiges stan, в значении «камень человека по имени Beorhtsige».
Предположительно, саксонский правитель Childe Beorhtsige (Brictsi) установил пограничный каменный столб, отмечавший место, где проходили сборы членов коллегии — органа управления староанглийской сотни.
Хотя неизвестно точное расположение камня, скорее всего это была вершина Брикстонского холма. Задолго до возникновения первых поселений в его окрестностях эта местность также была известна как Bristowe Causeway — благодаря проложенному в античные времена тракту (подробнее: англ. Stane Street). Отдельные участки этой римской дороги шли по насыпям через влажные низменные земли; в английском языке принято называть такие насыпные дороги «causeway».

### Викторианская эпоха
После открытия в 1816 году моста через Темзу в районе Воксхолла улучшилось транспортное сообщение районов, находящихся к югу от реки, с центром Лондона.

## Известные уроженцы
- Дэвид Боуи — родился и жил в детстве по адресу 40 Stansfield Road.
- Пол Симонон (бас-гитарист группы Clash).

## Упоминания в популярной культуре
- Песня «Guns of Brixton» группы Clash 1979 года
- Джеймс Джойс, роман «Улисс», эпизод 7
- Джо Корниш, фильм «Чужие на районе» (2011)
- Главный герой романа Тома Маккарти «Когда я был настоящим» (оригинальное название «Remainder») живёт в Брикстоне.
- Песня «Welcome To Brixton» SR.

В Великобритании в 1990-х годах употребление слова «геттобластер» существенно сократилось в пользу термина «брикстонский портфель» (Brixton briefcase), относящегося к пригороду с чернокожим населением Брикстон.